# Puchar Polski w hokeju na lodzie 2006
Puchar Polski w hokeju na lodzie sezon 2006

## Wyniki

### I runda

#### Pierwsze mecze
11 sierpnia
- Cracovia – Naprzód Janów 0:5 walkower

18 sierpnia
- GKS Tychy – KH Sanok 7:1 (0:0, 2:0, 5:1)

18 sierpnia
- GKS Jastrzębie – Zagłębie Sosnowiec 5:0 walkower (w meczu 1:7)

#### Rewanże
13 sierpnia
- Naprzód Janów – Cracovia 0:0 obustronny walkower

20 sierpnia
- KH Sanok – GKS Tychy 0:5 walkower

22 sierpnia
- Zagłębie Sosnowiec – GKS Jastrzębie 4:4 (1:1, 2:2, 1:1)

### Ćwierćfinały

#### Pierwsze mecze
25 sierpnia
- Unia Oświęcim – Naprzód Janów 6:2 (1:0, 2:1, 3:1)

25 sierpnia
- GKS Tychy – GKS Jastrzębie 4:1 (4:0, 0:1, 0:0)

25 sierpnia
- Stoczniowiec Gdańsk – Wojas Podhale Nowy Targ 4:1 (2:0, 1:1, 1:0)

#### Rewanże
27 sierpnia
- Naprzód Janów – Unia Oświęcim 4:3 (1:1, 2:2, 1:0)

27 sierpnia
- GKS Jastrzębie – GKS Tychy 2:5 (1:3, 0:1, 1:1)

30 października
- Wojas Podhale Nowy Targ – Stoczniowiec Gdańsk 2:3 (0:0, 2:3, 0:0)

### Półfinały
| 28 grudnia 2006 | Energa Stoczniowiec Gdańsk | 8:1 | Unia Oświęcim | Tor-Tor, Toruń |

| Godzina: 15:15 | (Hurtaj, Wróbel) W. Jankowski (EQ) 06:43 Ryabenko (EQ) 11:03 Smeja (EQ) 13:50 (Ł. Zachariasz) F. Drzewiecki (SH) 32:59 Hult (SH) 33:40 (M. Urbanowicz) J. Rzeszutko (EQ) 35:22 (J. Rzeszutko) M. Urbanowicz (EQ) 35:57 F. Drzewiecki (EQ) 48:14           | (3:0, 4:0, 1:1) | 44:00 (PP) S. Kowalówka (M. Modrzejewski) | Widzów: 400 Sędzia główny: Włodzimierz Marczuk Sędziowie liniowi: Wojciech Moszczyński Sławomir Szachniewicz |
| Godzina: 15:15 | 18 min. kar |                 | 12 min. kar | Widzów: 400 Sędzia główny: Włodzimierz Marczuk Sędziowie liniowi: Wojciech Moszczyński Sławomir Szachniewicz |
| Godzina: 15:15 | Skład: Odrobny (od 3 tercji Soliński) – Wróbel, Leśniak(6), Skutchan(2), Hurtaj, Jankowski – Rompkowski, Skrzypkowski, Kostecki(2), Zachariasz, Drzewiecki(2) – Ryabenko(2), Smeja, Urbanowicz, Hult, Rzeszutko(2) – Benasiewicz, Balcewicz, Poziomkowski |                 | Skład: Witek (od 14 minuty Szałaśny) – Chmelo, Kozak(2), Modrzejewski, S.Kowalówka(2), Wojtarowicz – Gabryś, A.Kowalówka, P.Połącarz, Stachura, Ziaja – Cinalski, T.Połącarz(2), Sękowski, Bibrzycki, Radwan – P.Noworyta(2), R.Noworyta(2), Adamus, Boba, Klisiak | Widzów: 400 Sędzia główny: Włodzimierz Marczuk Sędziowie liniowi: Wojciech Moszczyński Sławomir Szachniewicz |

| 28 grudnia 2006 | TKH ThyssenKrupp Energostal Toruń | 1:3 | GKS Tychy | Tor-Tor, Toruń |

| Godzina: 19:15 | (M. Furo) A. Marmurowicz (PP) 51:27 | (0:1, 0:1, 1:1) | 18:46 (PP) A. Bagiński (A. Parzyszek, A. Ślusarczyk) 23:47 (SH) M. Justka 55:12 (EQ) A. Parzyszek (A. Bagiński) | Sędzia główny: Waldemar Matuszak Sędziowie liniowi: Tomasz Heltman Marcin Mądrala |
| Godzina: 19:15 | 20 min. kar |                 | 22 min. kar | Sędzia główny: Waldemar Matuszak Sędziowie liniowi: Tomasz Heltman Marcin Mądrala |
| Godzina: 19:15 | Skład: Wawrzkiewicz – Sokół (2), Kłys (2), Vercik (2+10), Ambruz (4), Dołęga – Fraszko, Dąbkowski (2), Bomastek, Proszkiewicz (2), Marmurowicz – Koseda (2), Piotrowski (2), Radwański, Suchomski, Milan, Chrzanowski (2), Dzięgiel, Furo |                 | Skład: Sobecki – Gwiżdż (4), Gonera (4), Matczak, Parzyszek, Bagiński (2) – Mejka, Śmiełowski, Wołkowicz (2), Justka, Woznica – Majkowski (6), Cychowski (2), Ślusarczyk, Belica, Sarnik – Kuc (2), Gretka, Gawlina, Frączek, Jakubik | Sędzia główny: Waldemar Matuszak Sędziowie liniowi: Tomasz Heltman Marcin Mądrala |

### Finał
| 29 grudnia 2006 | Energa Stoczniowiec Gdańsk | 1:3 | GKS Tychy | Tor-Tor, Toruń |

| | (B. Leśniak, R. Škutchan) P. Hurtaj (PP2) 39:57 | (0:1, 1:1, 0:1) | 15:59 (EQ) A. Ślusarczyk (M. Belica) 34:12 (EQ) A. Parzyszek (A. Bagiński) 55:26 (EQ) A. Parzyszek | Widzów: 100 Sędzia główny: Waldemar Matuszak (Bydgoszcz) Sędziowie liniowi: Sławomir Szachniewicz (Toruń) Wojciech Moszczyński (Toruń) |
| 20 min. kar |                                                 | 36 min. kar | | Widzów: 100 Sędzia główny: Waldemar Matuszak (Bydgoszcz) Sędziowie liniowi: Sławomir Szachniewicz (Toruń) Wojciech Moszczyński (Toruń) |
| Skład: P. Odrobny – B. Leśniak, B. Wróbel (2), W. Jankowski, P. Hurtaj, R. Škutchan – M. Rompkowski, P. Skrzypkowski, A. Kostecki, Ł. Zachariasz (4), F. Drzewiecki (4) – M. Smeja, K. Riabenko, M. Urbanowicz (4), A. Hult (4), J. Rzeszutko |                                                 | Skład: A. Sobecki – A. Gwiżdż, S. Gonera, A. Bagiński, A. Parzyszek, B. Matczak – K. Śmiełowski, Ł. Mejka (2), P. Sarnik (2), M. Belica (10), A. Ślusarczyk – K. Majkowski, R. Cychowski (6), M. Woźnica, M. Justka (2), T. Wołkowicz (2) – A. Gretka (2), J. Kuc, M. Jakubik, M. Frączek, B. Gawlina | | Widzów: 100 Sędzia główny: Waldemar Matuszak (Bydgoszcz) Sędziowie liniowi: Sławomir Szachniewicz (Toruń) Wojciech Moszczyński (Toruń) |

GKS Tychy 